# Баранов Борис Олександрович
Бори́с Олекса́ндрович Бара́нов (11 листопада 1940, Созінови, Кіровська область, РРФСР — 6 квітня 2005, Київ) — український інженер-теплоенергетик з Чорнобильської АЕС (1976—2005). Ліквідатор наслідків Чорнобильської аварії 1986 року. Один з трьох добровольців, які, ризикуючи життям, запобігли другому можливому вибуху на ЧАЕС. Герой України.

## Життєпис
Народився 11 листопада 1940 року в селі Созінови в Кіровській області. Навчався у місцевій школі.
У 1966—1976 роках працював черговим інженером станції теплоелектроцентралі заводу, пізніше начальником зміни електростанції ТЕЦ Криворізького металургійного заводу (Дніпропетровська область).
1974 року закінчив Український заочний політехнічний інститут за фахом інженер-теплоенергетик.
1976 року почав працювати на Чорнобильській АЕС начальником зміни.

### Чорнобильська аварія
Близько 185 тонн розплавленого ядерного матеріалу зі зруйнованого реактора пропалювали бетонну плиту під реактором. Під ними в басейні-барботері накопичувалась вода, що використовувалась під час гасіння пожежі в перші дні після аварії. Її об'єм оцінюється в 19 тис. тонн. У випадку, якби розплавлена активна зона дісталась води, була висока ймовірність повторного вибуху. Тому було розроблено план: троє спеціалістів (яких відтоді в ЗМІ часто називають водолазами) мали вирушити через затоплені камери четвертого реактора, знайти два запірних клапани й відкрити їх, щоб спустити воду.
Був начальником зміни станції, приймав рішення, що випорожнювати басейн-барботер зруйнованого енергоблока від води будуть три особи: він сам, старший інженер енергоблока № 3 Валерій Беспалов та старший інженер Олексій Ананенко.
ЗМІ писали про те, що всі троє героїв загинули від променевої хвороби, але це не відповідає дійсності. Всі троє вижили, діставши некритичні дози опромінення.
Після ліквідації наслідків аварії і далі працював на Чорнобильській АЕС. Після закриття останнього енергоблока, який вивели з експлуатації наприкінці 2000 року, організацію перетворили на державне спеціалізоване підприємство «Чорнобильська АЕС».
Помер 6 квітня 2005 року. Похований у Києві на Лісовому кладовищі (дільниця № 108).

## Нагороди
- Звання Герой України з удостоєнням ордена «Золота Зірка» (27 червня 2019, посмертно) — за героїзм і самовіддані дії, виявлені під час ліквідації аварії на Чорнобильській АЕС[6][7]
- Орден «За мужність» III ст. (25 квітня 2018, посмертно) — за значний особистий внесок у подолання наслідків Чорнобильської катастрофи, виявлені самовідданість і високий професіоналізм, багаторічну плідну громадську діяльність та з нагоди Міжнародного дня пам'яті про Чорнобильську катастрофу[8]
- 2002 — відмінник енергетики України.

## Вшанування пам'яті
- У багатьох містах України є Вулиця Героїв Чорнобиля, до яких безумовно належить Борис Баранов.

### У Кіноматографі
- Борис Баранов згадується у серіалі Чорнобиль.